# Aldegrin de Baume
Pour les articles homonymes, voir Baume.
Aldegrin ou Adegrin ou Adalgrin, dit "de Baume", mort en 939, était un ancien chevalier, devenu ultérieurement moine bénédictin, élève d'Odon de Cluny. 
Il est vénéré comme saint dans les Églises catholique et orthodoxe, et il est fêté le 4 juin et 19 novembre.

## Hagiographie
Officier dans les armées du comte d'Anjou, Fulcon, Aldegrin cherchait à se retirer du service, ainsi qu'un de ses compagnons, et à entrer en religion. Ils firent l'essai de la vie cénobitique afin de décider de leur avenir. Aldegrin fut mandé pour aller à Rome, afin de s'informer dans quel lieu de la chrétienté ils pourraient mettre en pratique leurs désirs. Passant par la Haute  Bourgogne, Aldegrin s'arrêta au monastère de Baume-les-Messieurs, alors dirigé par Bernon, et, pensant avoir trouvé là ce qu'il cherchait, écrivit à son ami pour qu'il le rejoigne.

## Légende
Aldegrin fut saisi un jour de remords d'avoir laissé les joies du monde, il quitta son ermitage pour aller sur le chemin de Baume, lorsqu’il vit paraître devant lui un cavalier, qui n'était autre que saint Martin. Celui-ci le morigéna et lui enjoignit de retourner à sa thébaïde. Dès lors, Aldegrin ne quitta plus sa solitude, ne venant au monastère que pour les offices du dimanche, il vécut là trente ans, en se nourrissant de pain et de fèves.

## Sources
(en)  Cet article contient des extraits traduits d'un article de la Catholic Encyclopedia dont le contenu se trouve dans le domaine public.